# Palatul Cantacuzino (București)
Palatul Cantacuzino este situat pe Calea Victoriei nr. 141, în București. A fost construit de arhitectul Ion D. Berindey în stilul Beaux Arts, având și câteva camere neorococo. Azi găzduiește muzeul George Enescu.

## Istoric
Palatul a fost construit între 1901 și 1902 după planurile arhitectului Ion D. Berindey în stilul francez Beaux Arts, pentru Gheorghe Grigore Cantacuzino, fost președinte al Consiliului de Miniștri, poreclit „Nababul” pentru fabuloasa sa avere. După moartea „Nababului”, clădirea a revenit fiului său Mihai care, decedând în 1929, a lăsat-o prin testament soției sale Maruca, recăsătorită în decembrie 1939 cu George Enescu. Palatul Cantacuzino a fost locul unde în 10 august 1913 s-a semnat Pacea de la București, de la finalul celui de al doilea Război Balcanic, prin care s-a stabilit ca România să preia Cadrilaterul. Edificiul a găzduit în perioada celui de-Al Doilea Război Mondial președinția Consiliului de Miniștri (guvernul român).
După moartea lui George Enescu în 1955, soția sa a declarat în testamentul ei că palatul va găzdui un muzeu dedicat artistului. În 1956, a fost înființat Muzeul Național George Enescu.
Medievistul Victor Eskenasy a semnalat în 2019 starea de degradare în care a ajuns întregul ansamblu al palatului. Casa memorială din spatele palatului, în care au trăit Enescu și Maruca Cantacuzino, a fost golită de obiectele muzeale și se află în pericol de prăbușire.

## Descriere
Exteriorul și majoritatea camerelor sunt Beaux Arts, restul fiind neorococo. Cei doi lei de la intrare, precum și porțile și gardurile, în stilul Ludovic al XIV-lea, dau construcției un aspect princiar. Palatul avea faima unui loc din București unde se țineau baluri. Pentru decorarea interioarelor, Gheorghe Grigore Cantacuzino a apelat la cei mai renumiți artiști ai vremii: George Demetrescu Mirea, Nicolae Vermont și Costin Petrescu. Nicolae Vermont realizează șase medalioane (ulei pe pânză maruflată pe perete), dintre care trei semnate și datate 1907. Cinci dintre cele șase medalioane sunt plasate deasupra ușilor din holișorul care dădea în camerele din dreapta intrării. Două dintre ele, Cioban cu Oile și Țărăncuță cu Cofă, sunt inspirate direct din opera lui Nicolae Grigorescu, sub a cărui influența a stat autorul lor.
În prezent, aproximativ cinci camere pot să fie vizitate, restul fiind ocupate de niște instituții.

## Galerie

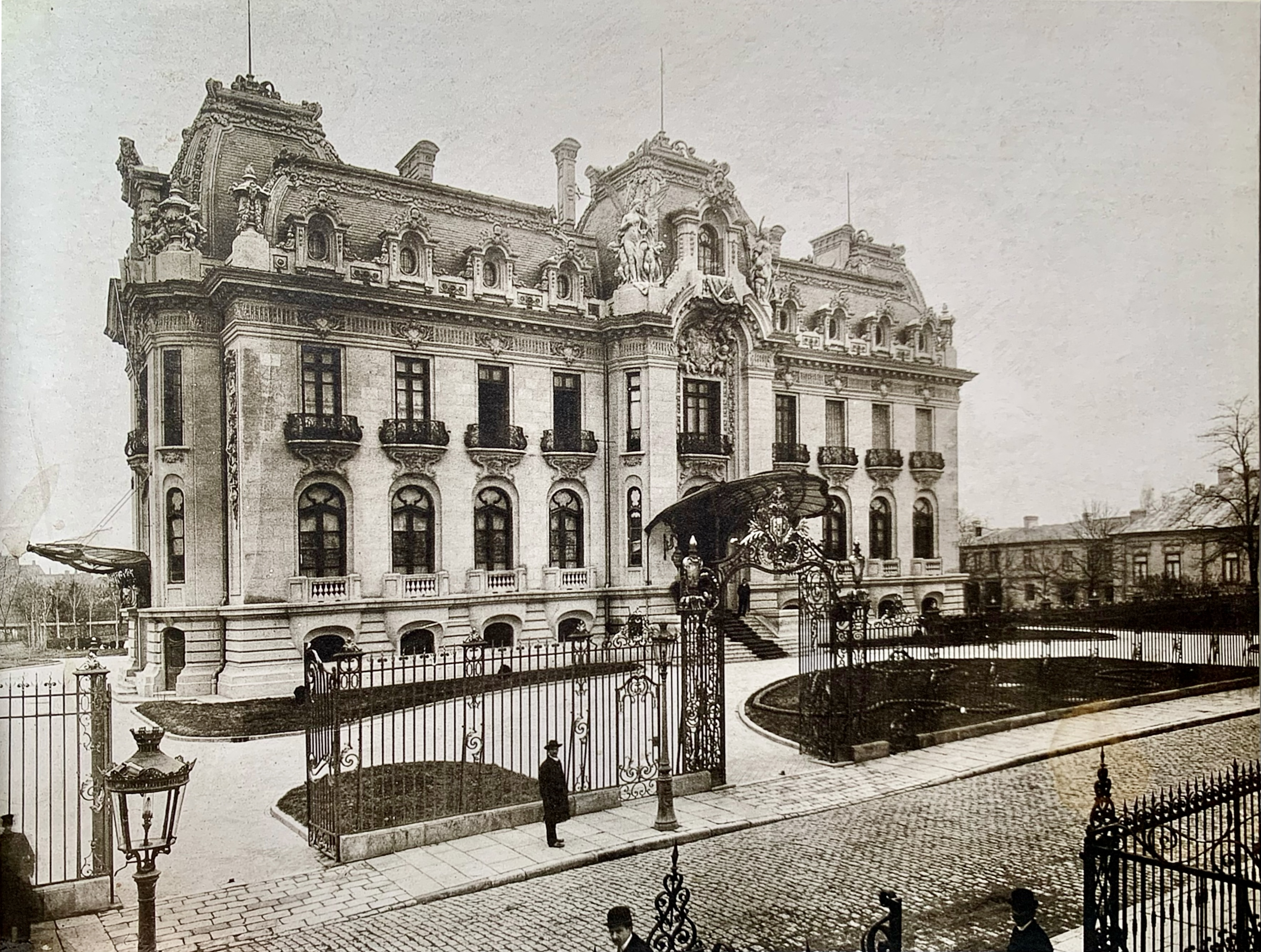
Palatul în perioada Belle Époque (1877-1916), înainte de construirea blocului de la intersecția Căii Victoriei cu Strada Frumoasă
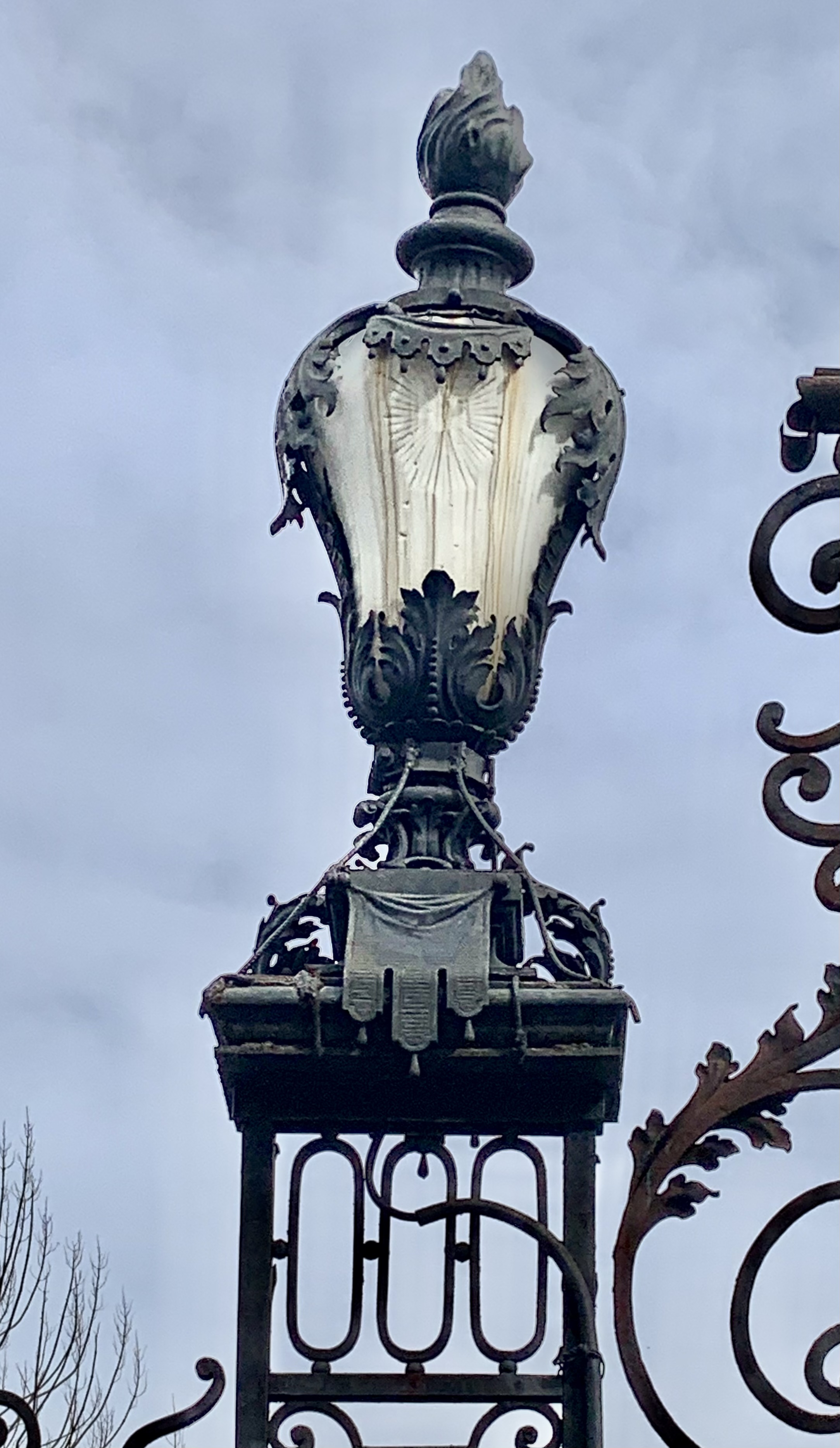
Detaliu al uneia dintre porți
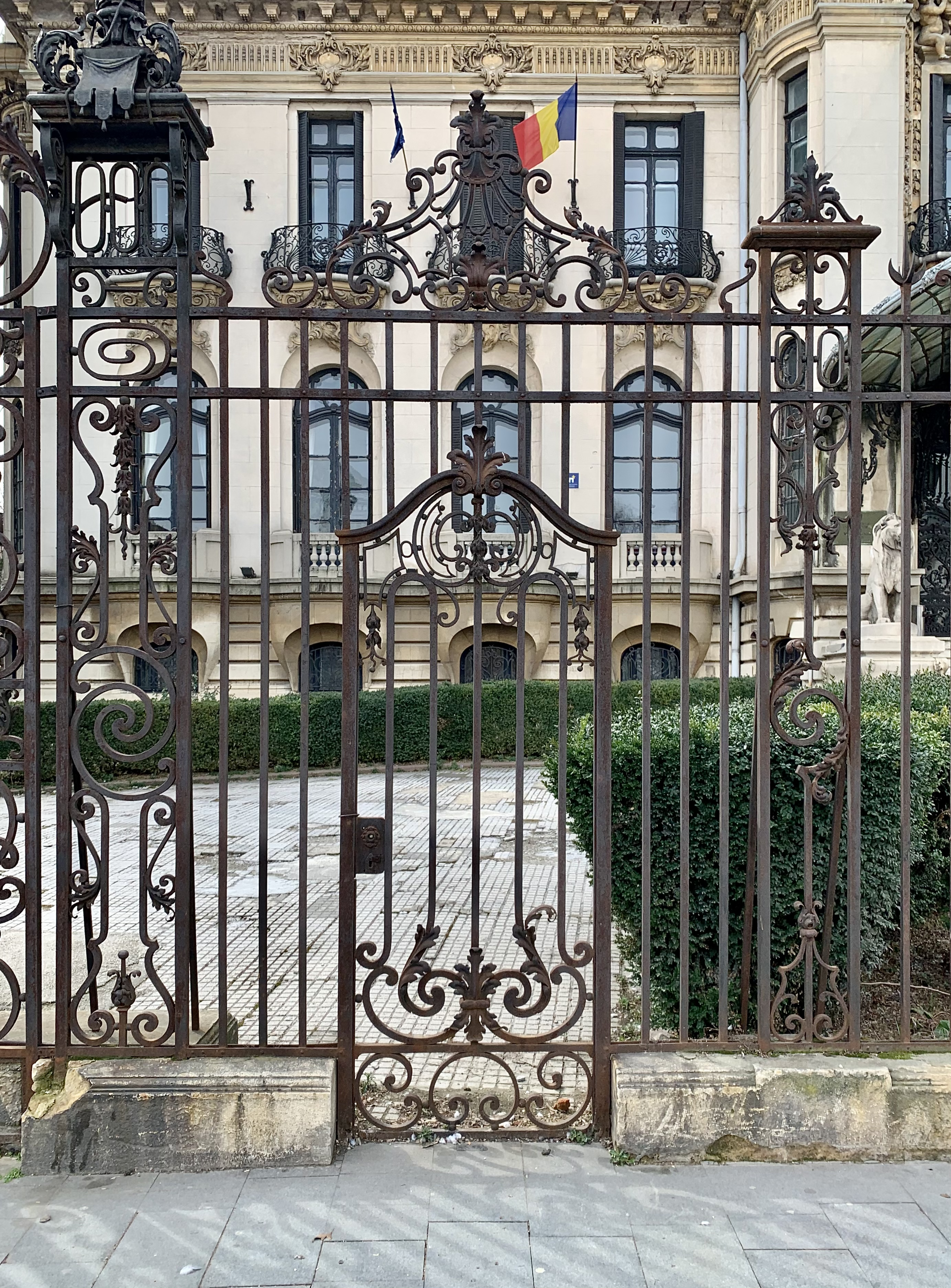
O poartă mai mică a palatului
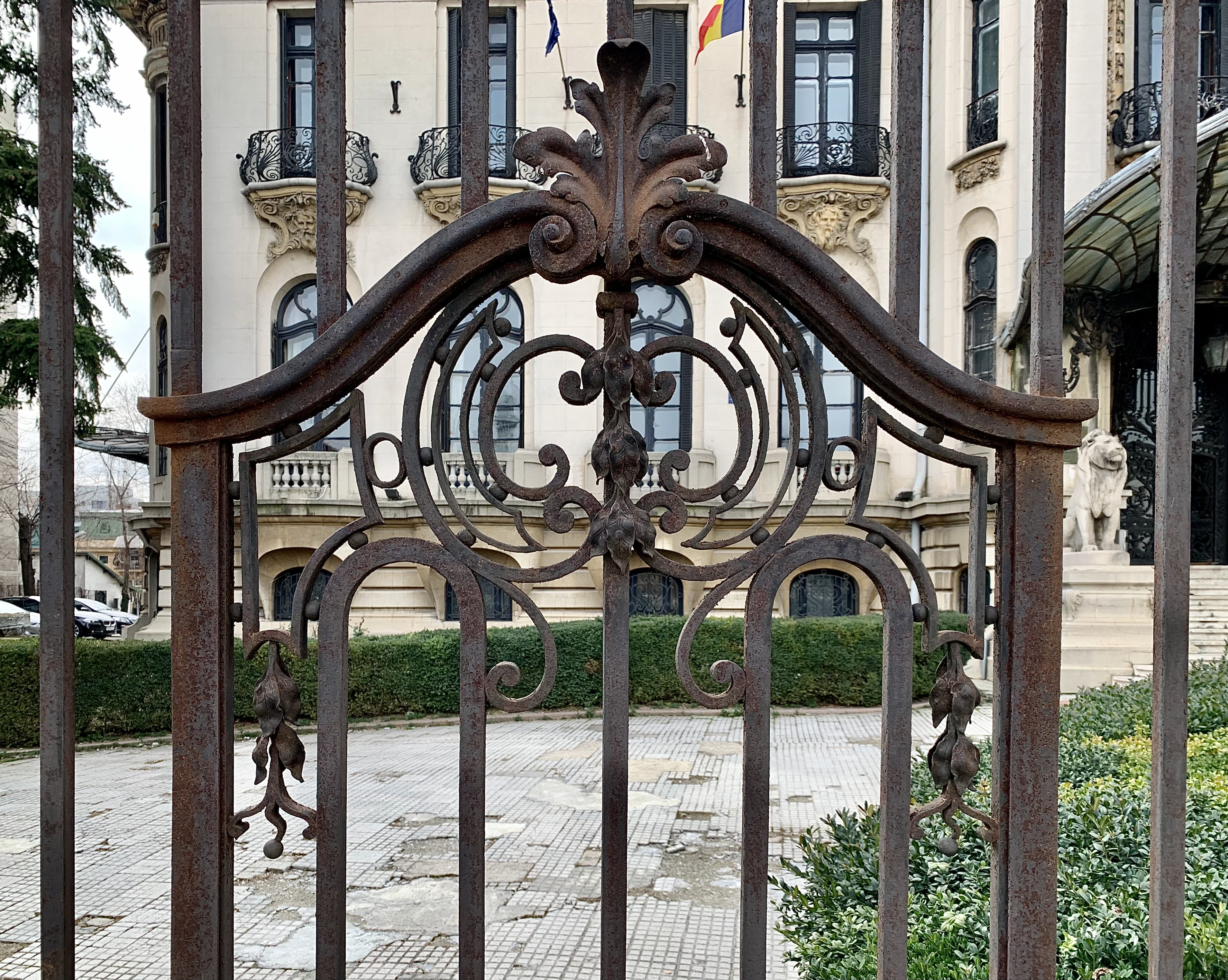
Detaliu al acelei porți mai mici a palatului
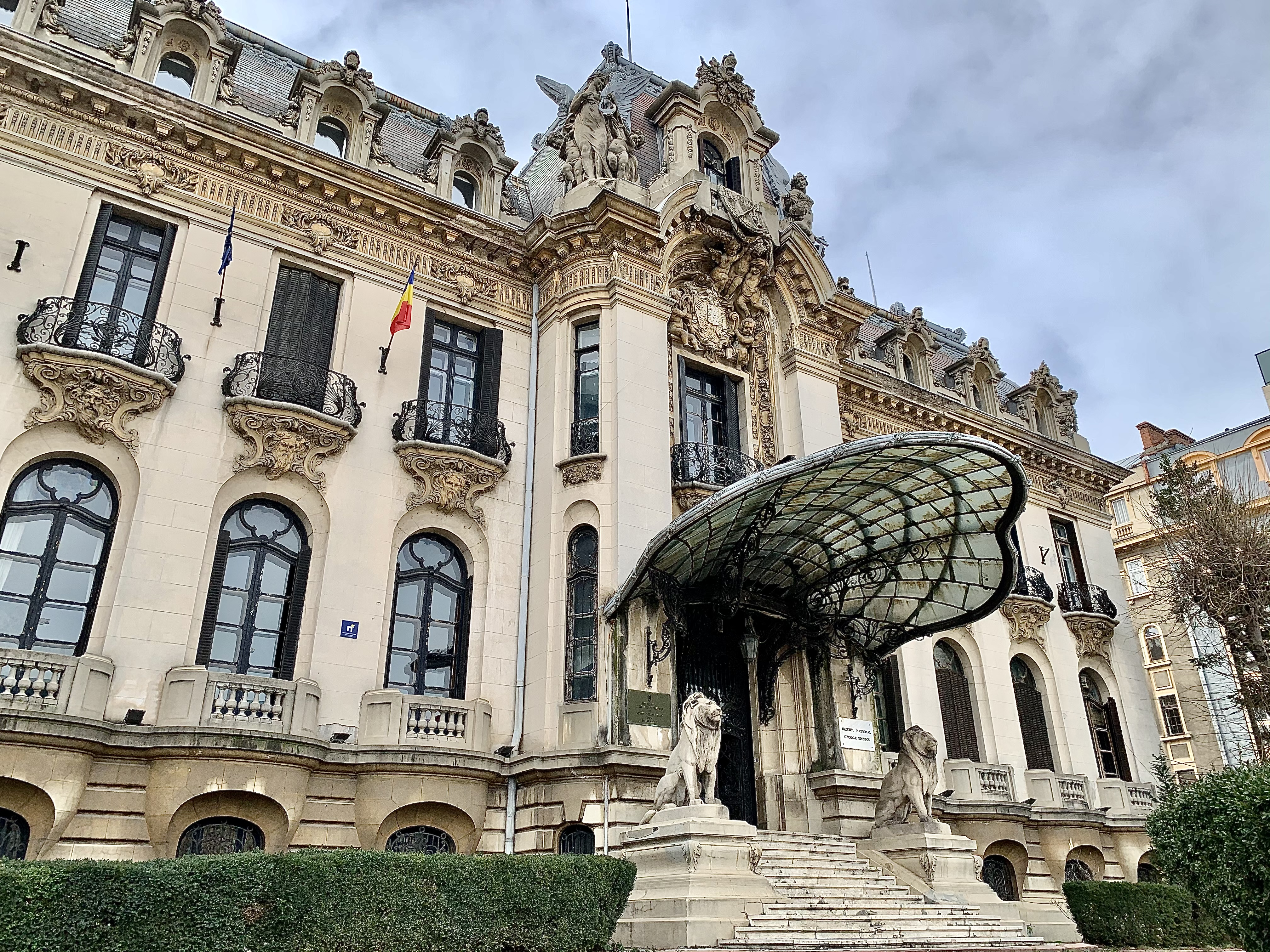
Priveliște a palatului, cu perechea sa de lei în stilul Ludovic al XIV-lea la intrare
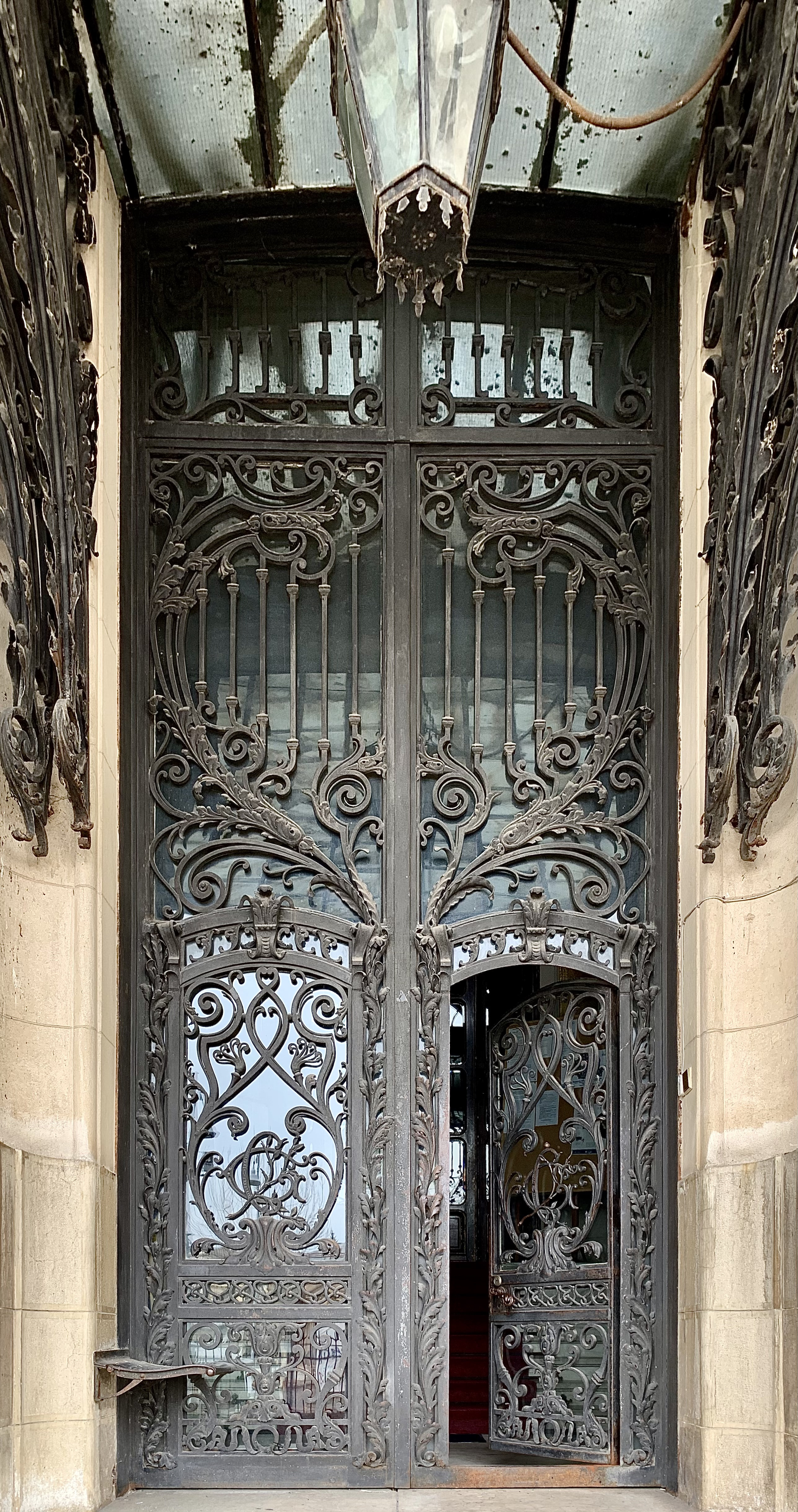
Intrarea de sticlă și metal a palatului
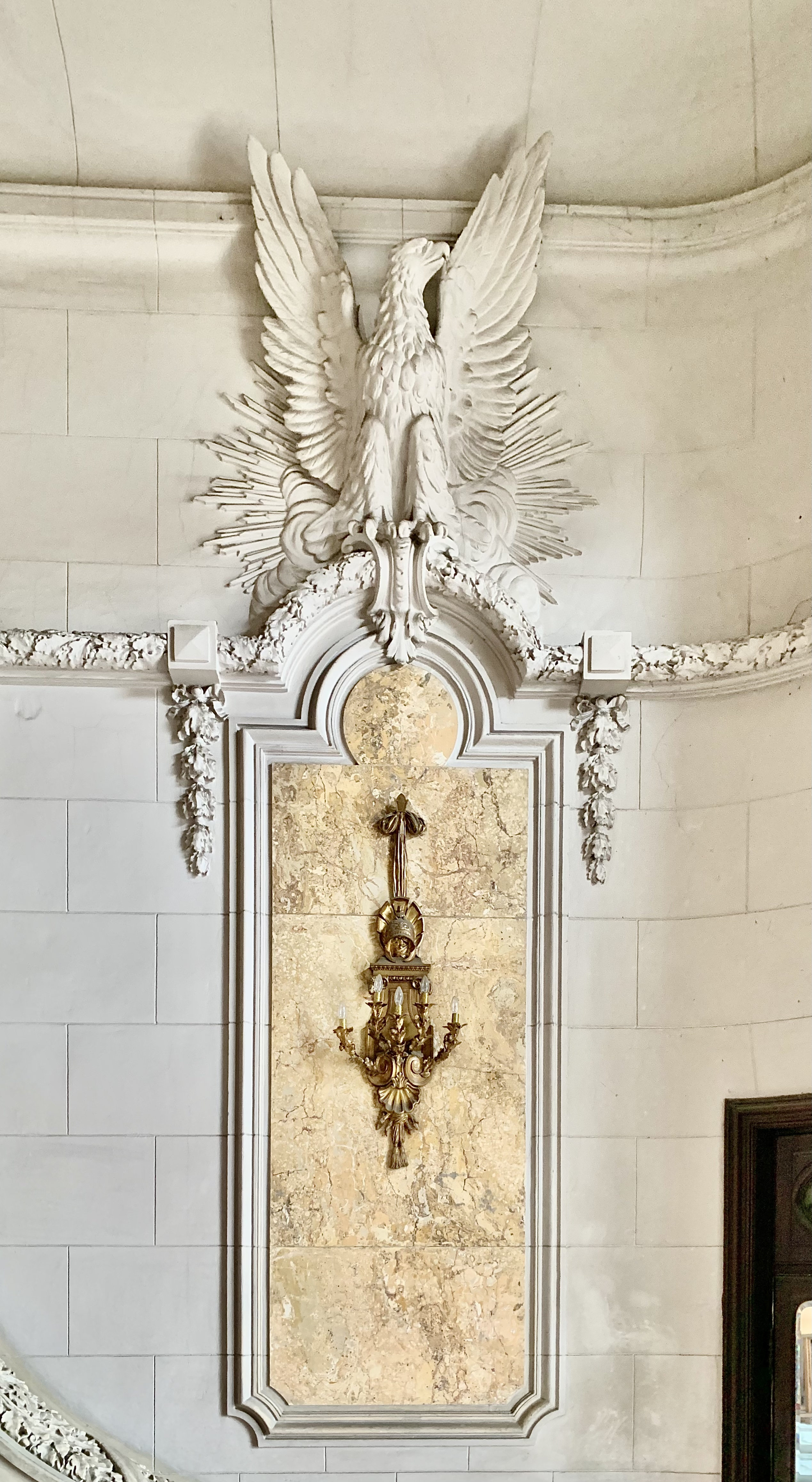
Perete al camerei de intrare
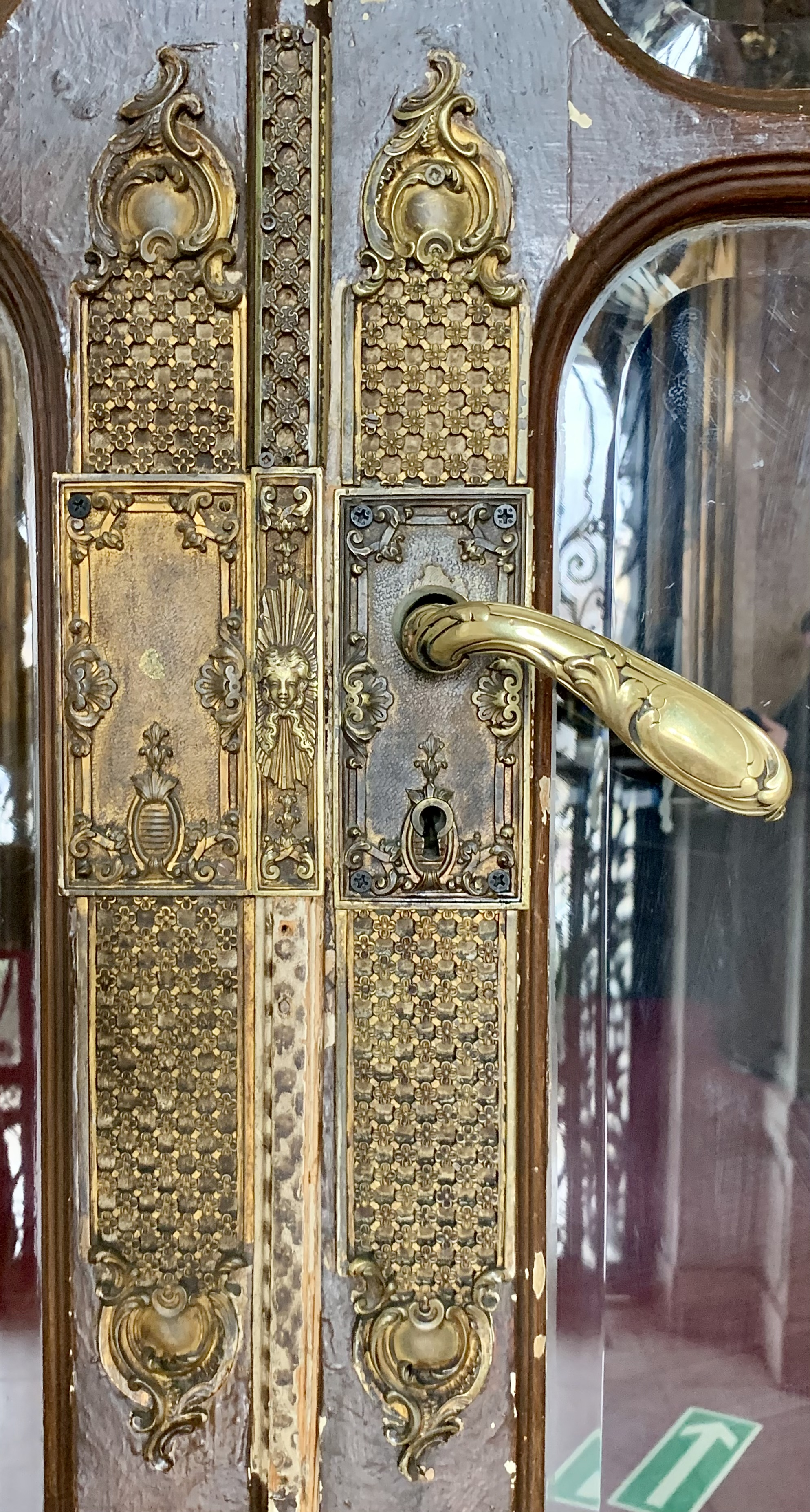
Clanță a unei uși din camera de intrare
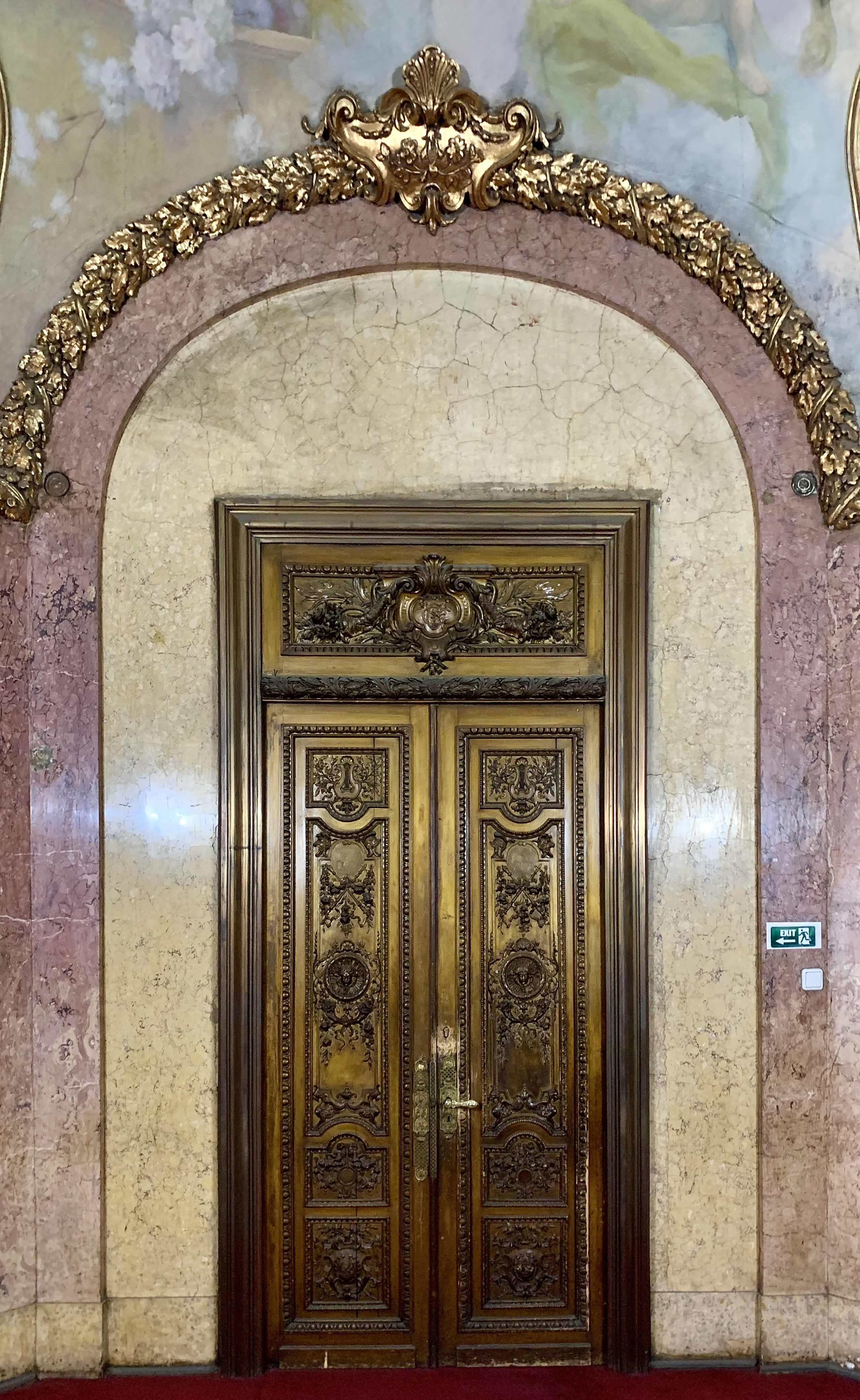
Ușă în holul de la parter
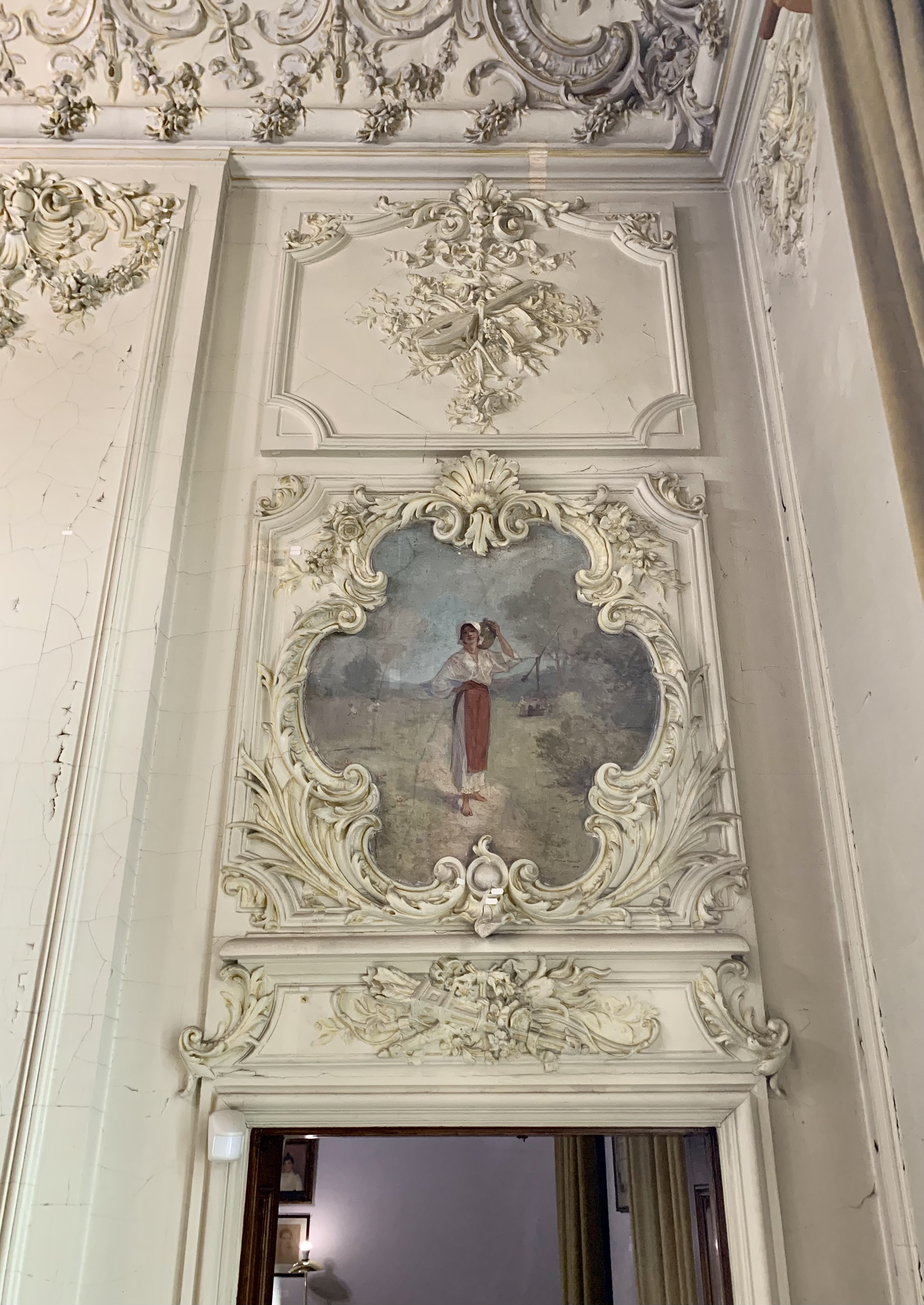
Țărăncuță cu Cofă de Nicolae Vermont, înconjurată de stucaturi neorococo în camera în care se vând bilete și suveniruri
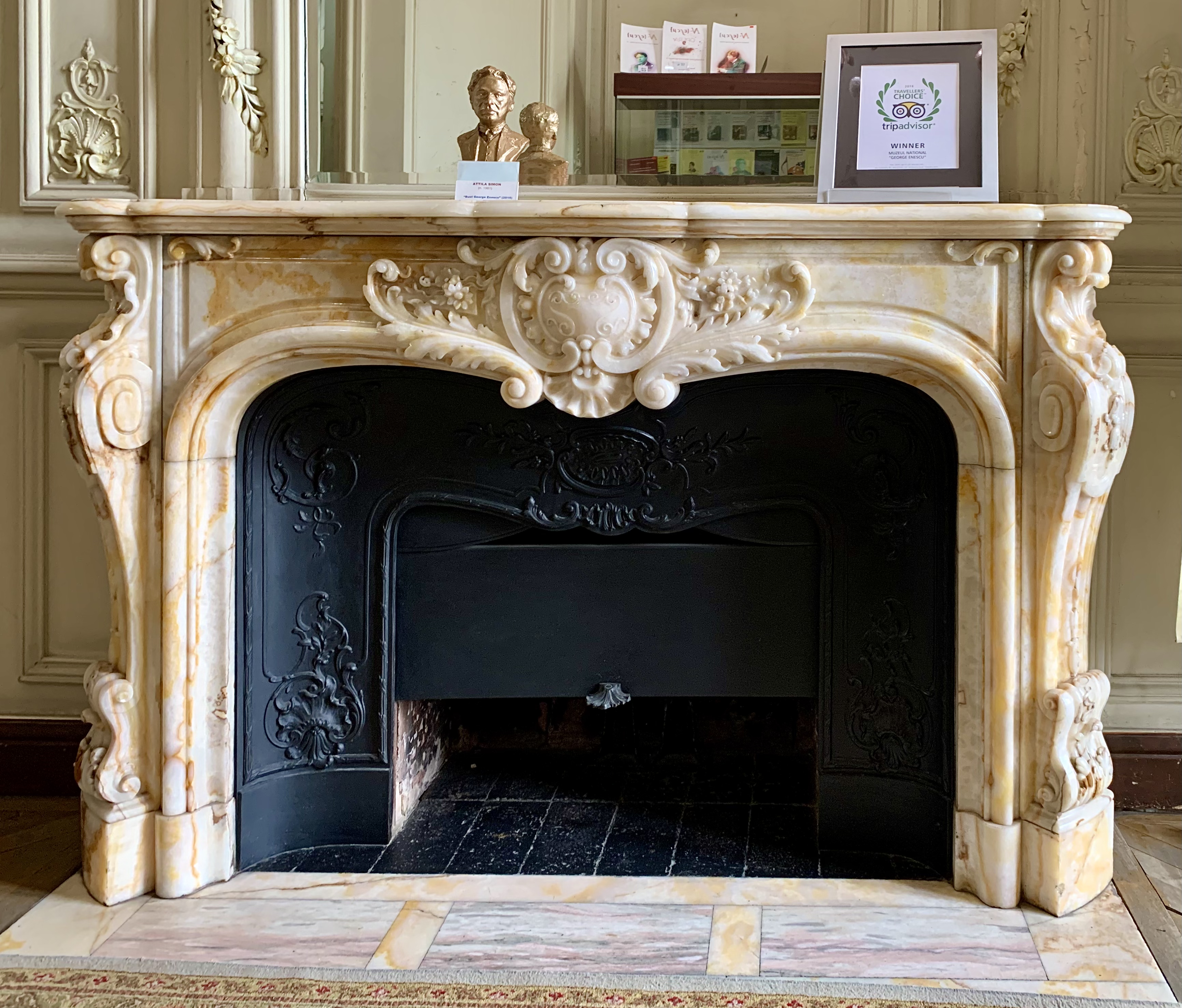
Șemineu neorococo în camera în care se vând bilete și suveniruri
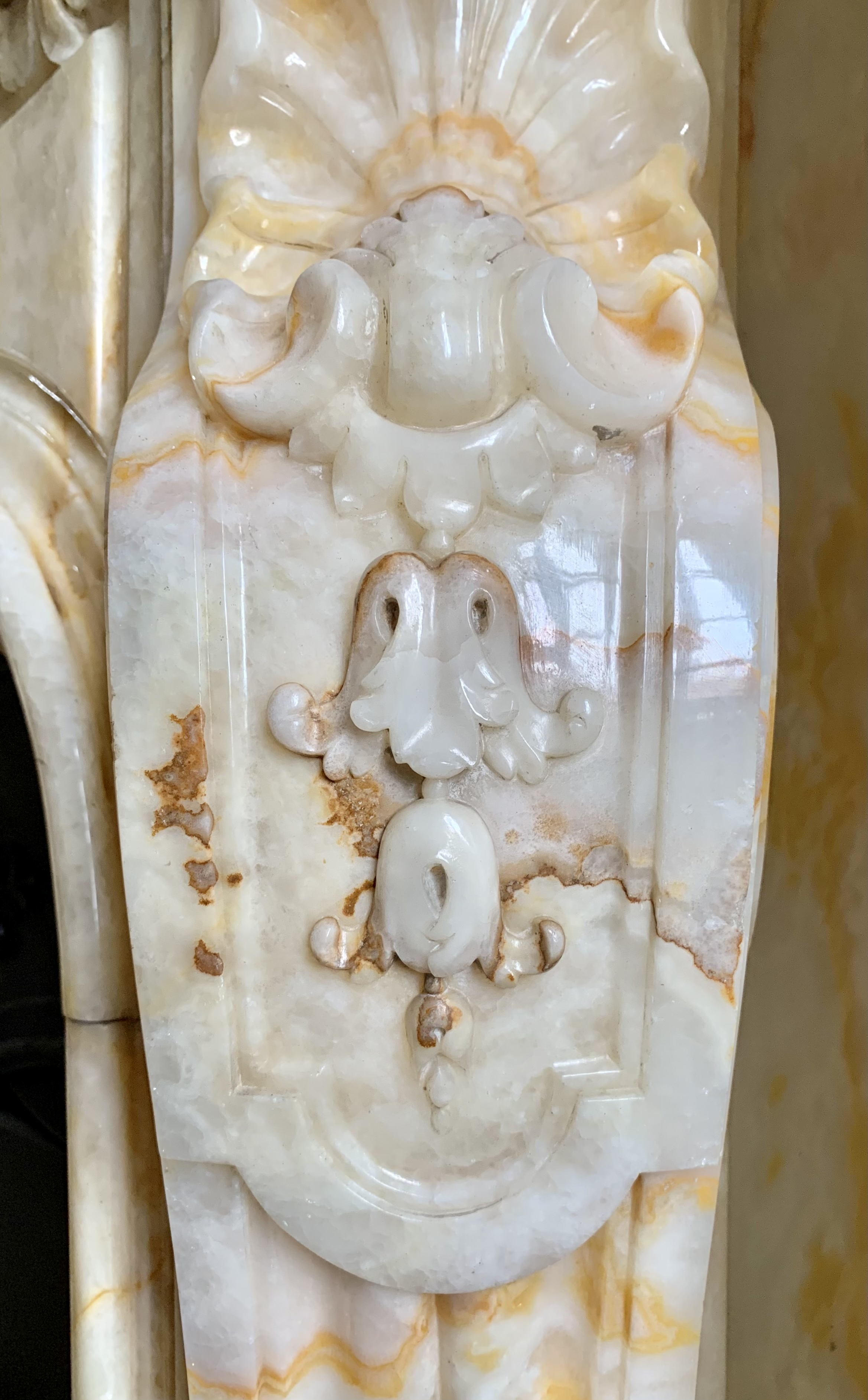
Ornament bazat pe motivul festonului pe același șemineu
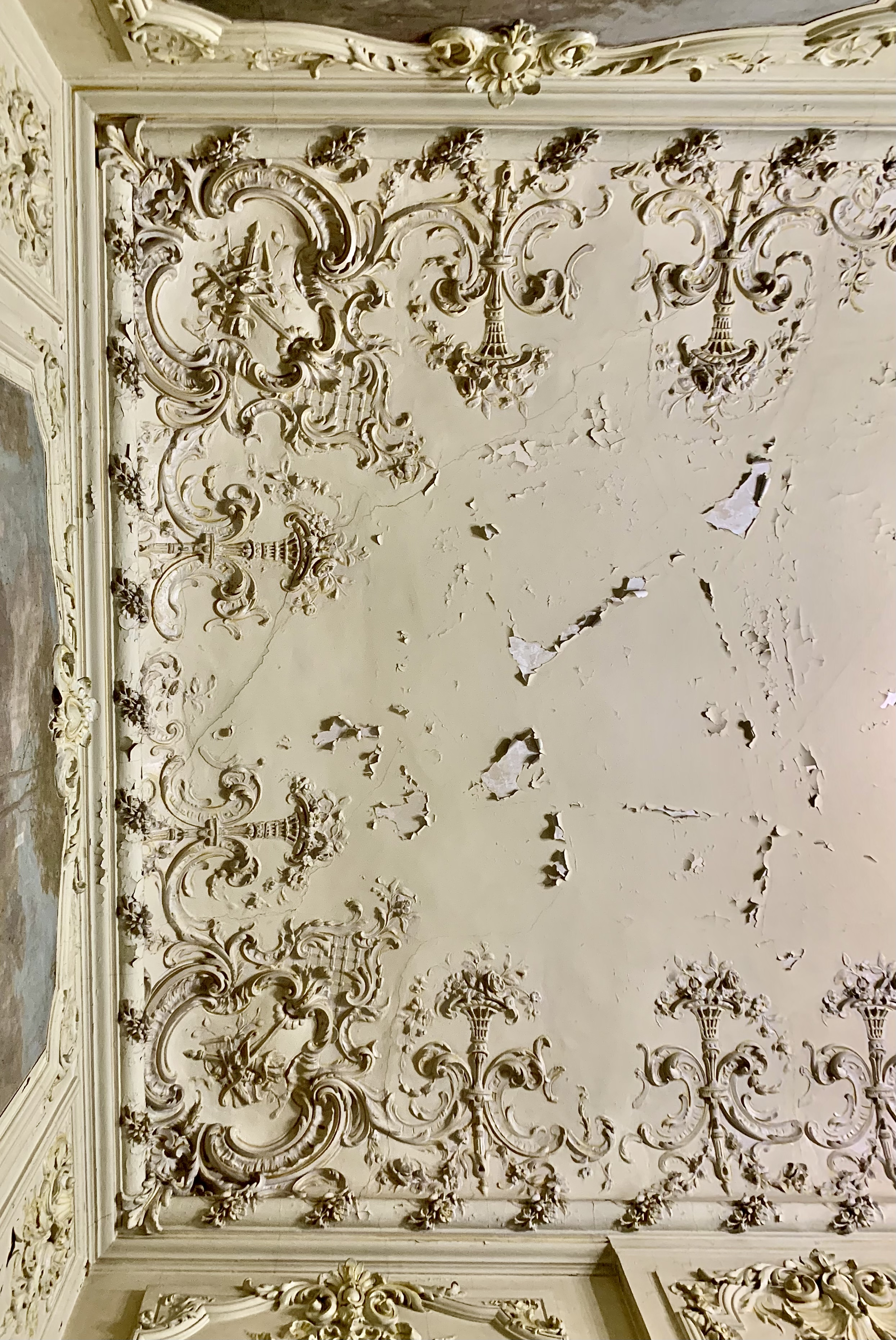
Detaliu al unor stucaturi neorococo din aceiași cameră
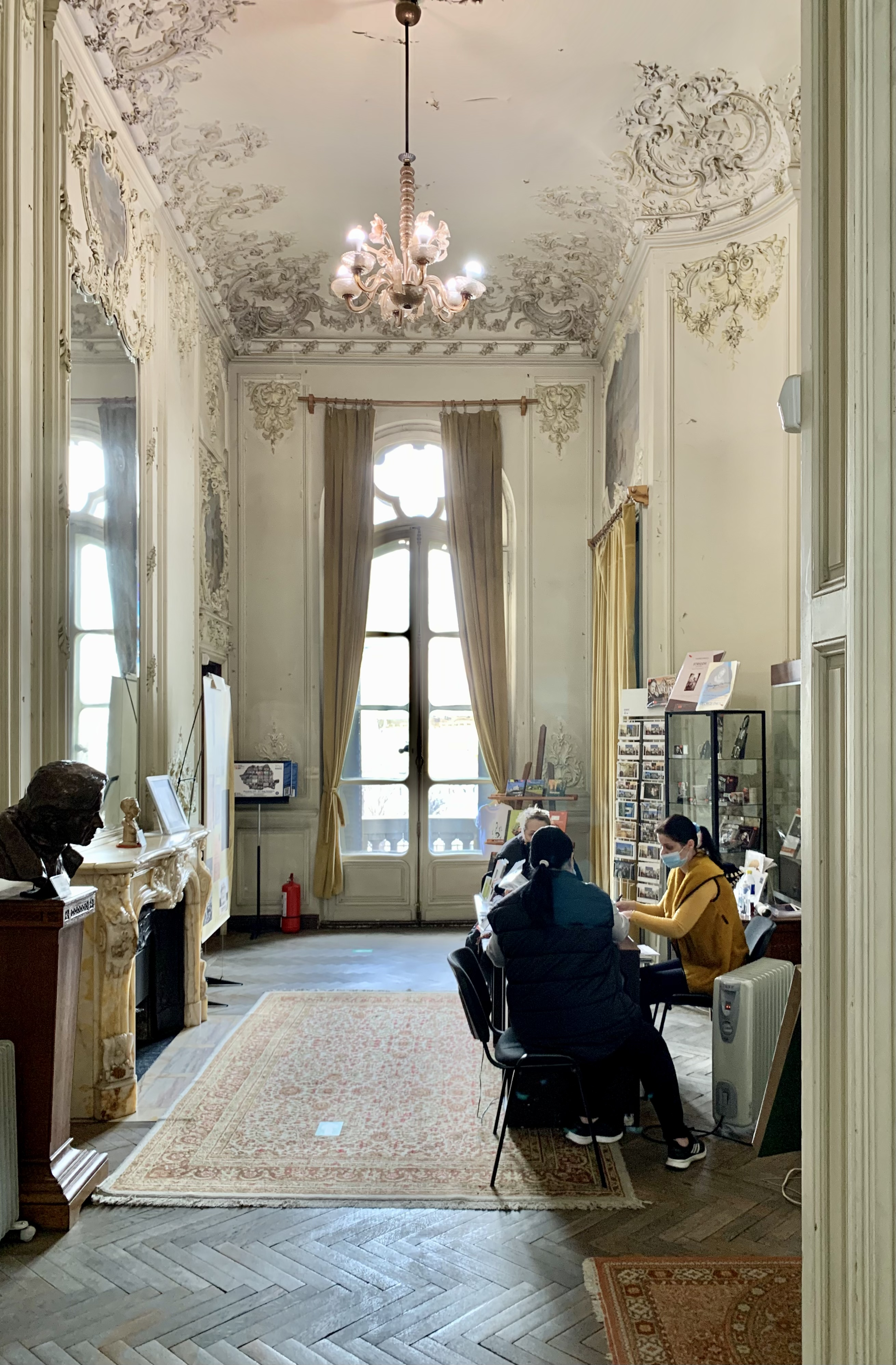
Respectiva cameră
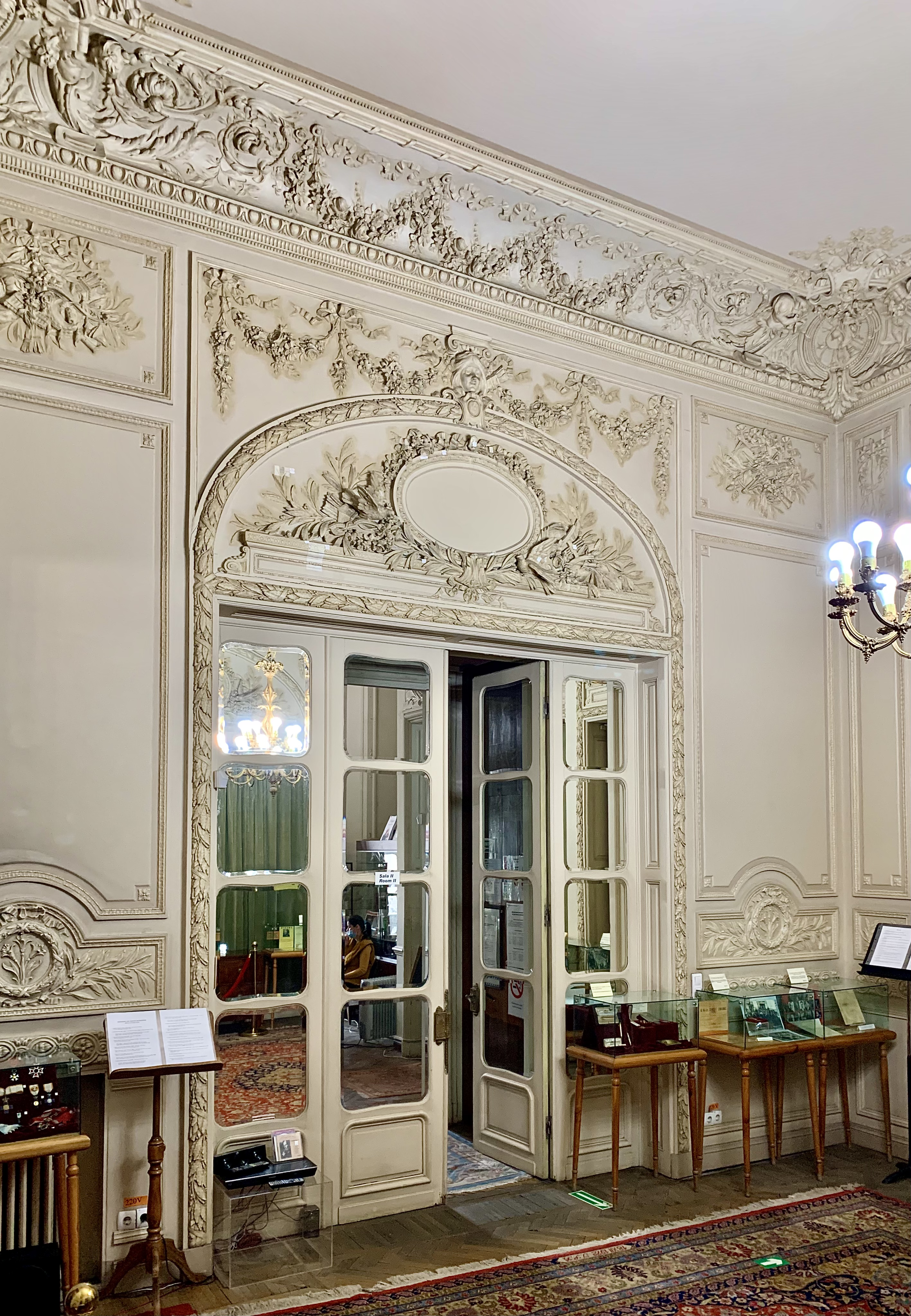
Ușă a unei alte camere, plină cu stucaturi
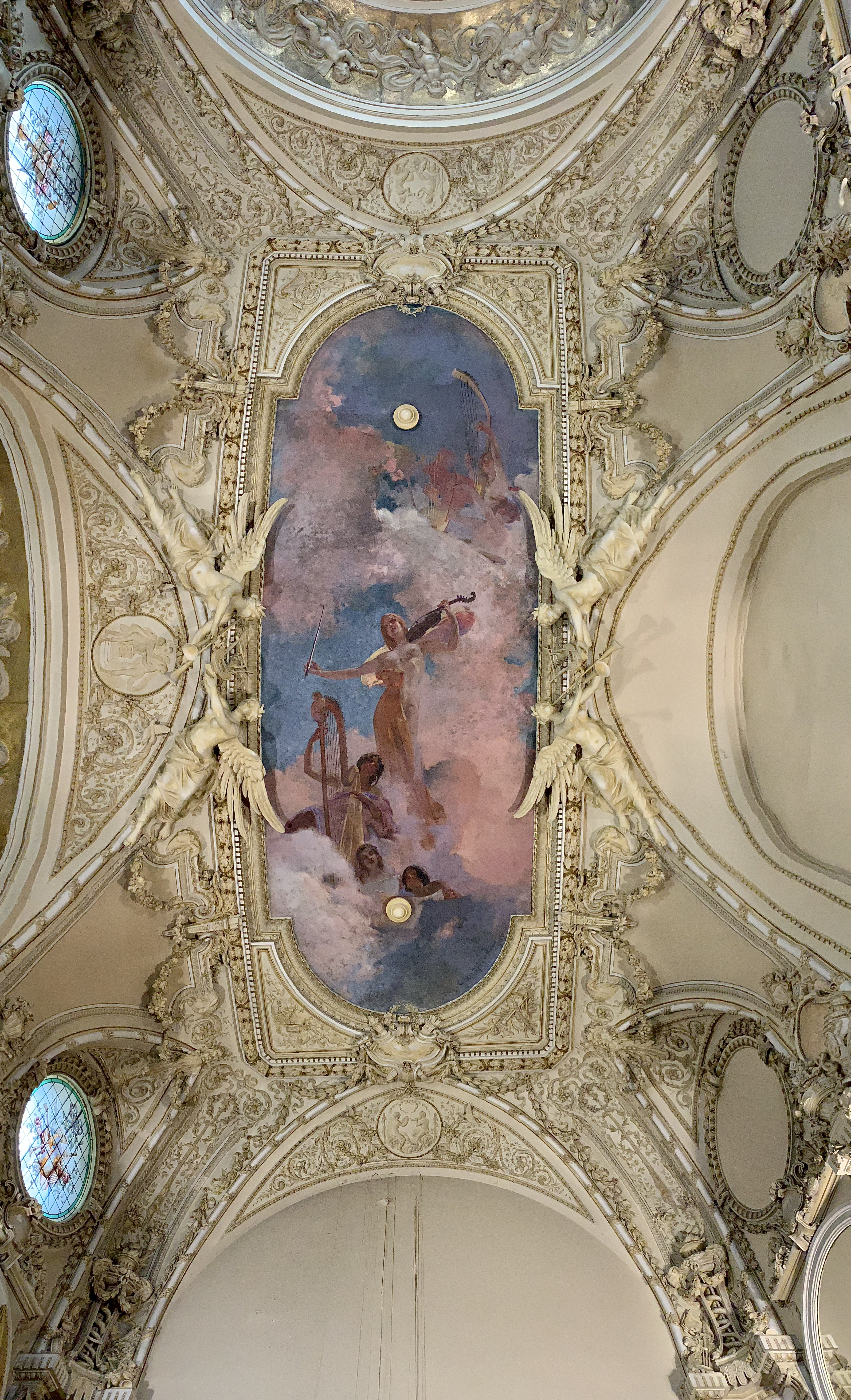
Tavan foarte ornamentat într-un salon